# 10218 Бірштадт
10218 Бірштадт (10218 Bierstadt) — астероїд головного поясу, відкритий 29 вересня 1997 року.
Тіссеранів параметр щодо Юпітера — 3,510.